# Guillermo S. Maldonado
Guillermo S. Maldonado és un editor i muntatgista de cinema espanyol, guanyador d'un Goya al millor muntatge. És tècnic de radiodifusió i televisió i professor d'edició i postproducció de la Universitat Europea de Madrid.
Va començar a treballar en l‘edició i el muntatge de pel·lícules de cinema a finals de la dècada del 1960 amb curtmetratges i documentals, i durant la transició amb pel·lícules de destape com Mi mujer es muy decente, dentro de lo que cabe, La adúltera, El último pecado de la burguesía o Alícia a l'Espanya de les meravelles. Va tenir els primers treballs destacats a Siete días de enero de Juan Antonio Bardem (1979) i La veritat sobre el cas Savolta d'Antonio Drove (1980). Després de treballar en les adaptacions cinematogràfiques i televisives del personatge de còmic Makinavaja, el último choriso i a la sèrie Tío Willy, el 2005 va guanyar el Goya al millor muntatge per El Lobo de Miguel Courtois.
Actualment és membre de l'Acadèmia de Cinema Europeu (EFA) i del Comitè assessor d'ajudes per a la realització d'obres audiovisuals amb noves tecnologies, a l'Institut de la Cinematografia i de les Arts Audiovisuals (ICAA).

## Filmografia
- Alícia a l'Espanya de les meravelles (1979)
- Siete días de enero (1979)
- Rèquiem per un camperol (1985)
- Lorca, muerte de un poeta (1988)
- Matar al Nani (1989)
- Makinavaja, el último choriso (1992)
- Makinavaja (1995)
- Tío Willy (1998)
- Ada Madrina (2000)
- El Lobo (2005)
- GAL (2006)
- 20-N: Los últimos días de Franco (2008)
- La vida en rojo (2008)
- La memoria del agua (2012)
- Anomalous (2016)